# Pałac w Dukli
Pałac w Dukli – zespół pałacowo-parkowy ukształtowany w latach 1764–1765, znajdujący się w miejscowości Dukla.
Ta późnobarokowa wystawna rezydencja magnacka w stylu francuskim o wyjątkowych walorach architektonicznych i krajobrazowych, stanowi unikatowy w skali województwa podkarpackiego przykład założenia „entre cour et jardin”. Rezydencja Mniszchów była jedną z piękniejszych w ówczesnej Polsce.
Aktualnie w pałacu znajduje się muzeum.

## Historia
Dukla od czasów lokacji była miastem prywatnym, które w 1540 Jan Jordan z Zakliczyna kupił od Ewy Cikowskiej, wdowie po Stanisławie Cikowskim. Około połowy XVI w. Jordan wybudował w Dukli murowany zamek. W 1636 znajdujący się w ruinie obiekt nabył starosta sanocki Franciszek Bernard Mniszech, brat Maryny Mniszchówny carycy Rosji. W latach 1636–1638 założył, na istniejących ruinach, rezydencję w popularnym w tym czasie typie „palazzo in fortezza”, czyli pałacu posiadającego cechy obronne. Prosty, murowany piętrowy budynek na rzucie zbliżonym do kwadratu z czterema bastionami na narożach, otaczały fortyfikacje ziemne. W 1661 zmarł Franciszek Mniszech. Budowlę wykończył jego syn, Józef Antoni, w latach 1696–1709.
W 1740 dziedzicem Dukli i okolicznych włości został Jerzy August Mniszech, marszałek nadworny koronny.  W 1755 założył w pałacu lożę masońską, jedną z pierwszych w Polsce. Jej głównym ideologiem był Mokronowski, a należało do niej wielu arystokratów i wojskowych.
Dwadzieścia cztery lata później Jerzy August przeniósł się do pałacu w Dukli. Wspólnie z żoną Marią Amalią postanowili uczynić z niego ważny ośrodek życia towarzyskiego i politycznego o znaczeniu ponadregionalnym, na wzór Warszawy czy Puław. W latach 1764–1765 powstało nowe założenie późnobarokowej rezydencji w typie „entre cour et jardin”. Nadbudowano pałac o jedną kondygnację, przeorientowano go według osi wschód-zachód, ramując jednocześnie elewacje frontową (zachodnią) dwoma oficynami, nadbudowanymi na dawnych skazamatowanych bastionach zachodnich. Bastiony od strony parku wyburzono, zlikwidowano również istniejące dotychczas obwarowania ziemne. Przekształcono też w części wnętrza pałacu: na piętrze znalazły się apartamenty prywatne, a na drugim reprezentacyjne sale z salonem i kaplicą. W oficynach urządzono mieszkania służby, artystów teatru, kapeli dworskiej oraz pomieszczenia techniczne (kuchnie, pralnie i inne). Wybudowano również teatr (obecnie nieistniejący). Grano w nim sztuki autorów francuskich i polskich, w tym Jana Potockiego. Istniała dworska kapela. Wnętrza zdobiły obrazy znanych mistrzów, starożytne antyki, cenne militaria, artystyczne meble. Mniszech wzorem innych magnatów utrzymywał własne wojsko, tak zwaną milicję nadworną. W jej skład wchodziła doborowa chorągiew dragonów. Założono także ogrody geometryczne wyposażone w budowle ogrodowe i małą architekturę (mostki kamienne, ławy ogrodowe, ogrodzenie, wazy). Projekt przebudowy wykonał prawdopodobnie architekt drezdeński Jan Fruderyk Knobl, a pracami budowlanymi kierował Leonard Andrys, nadworny budowniczy Mniszchów. Mniszchowie wspierali konfederatów barskich. Kazimierzem Pułaskim był częstym gościem w pałacu w latach 1769–1770, i organizował z niego dalekie rajdy kawaleryjskie.

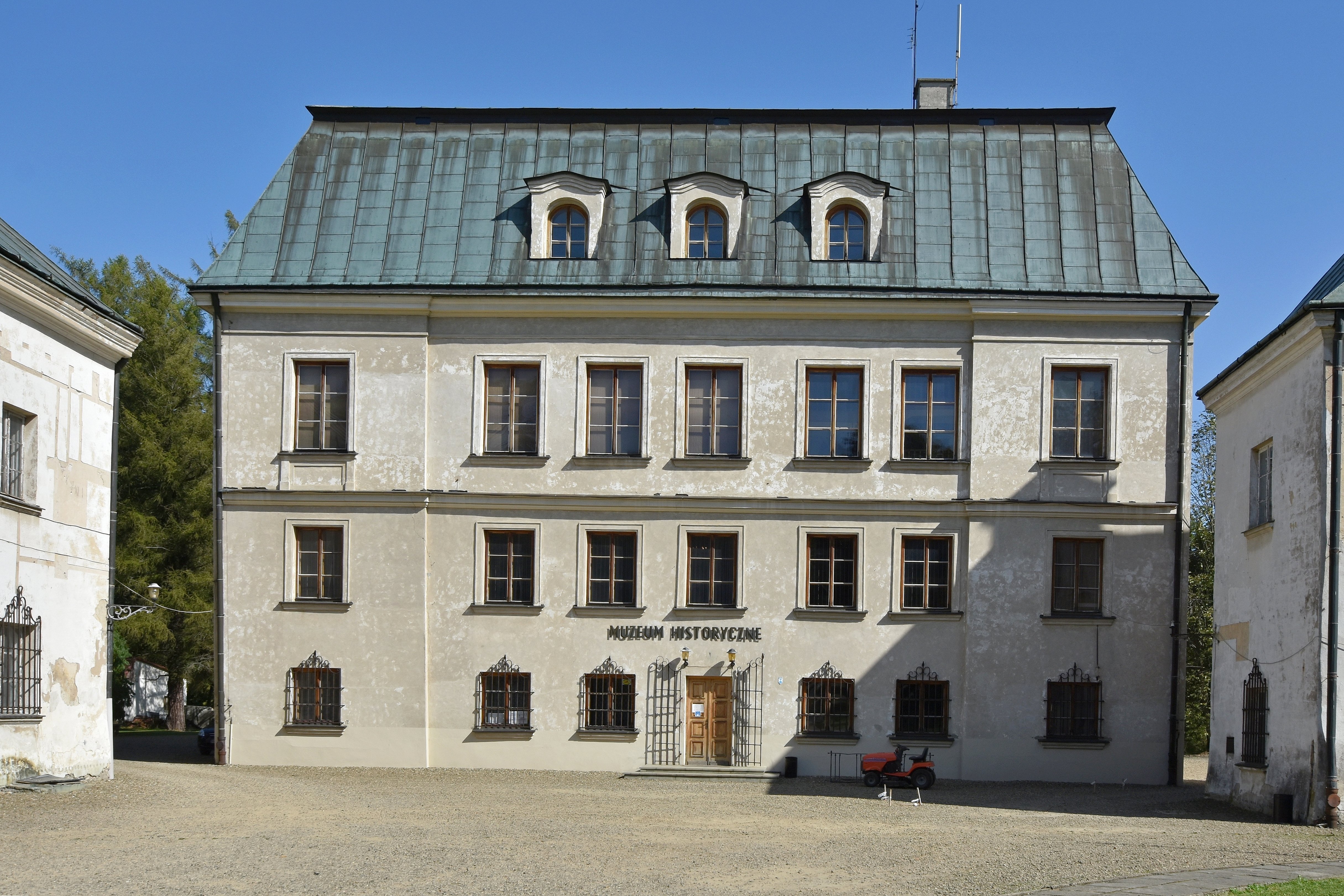
Pałac – elewacja frontowa
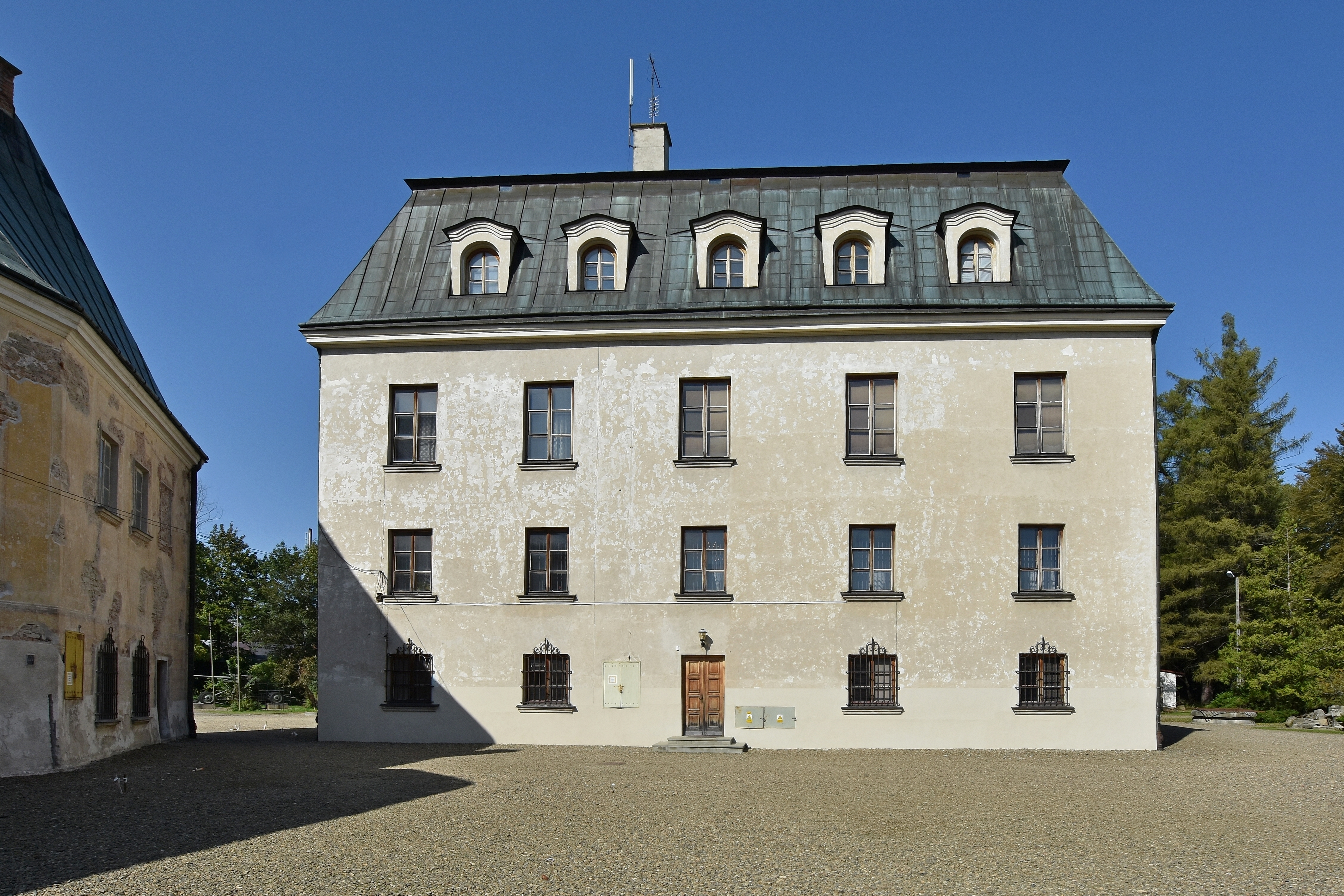
Pałac – elewacja południowa
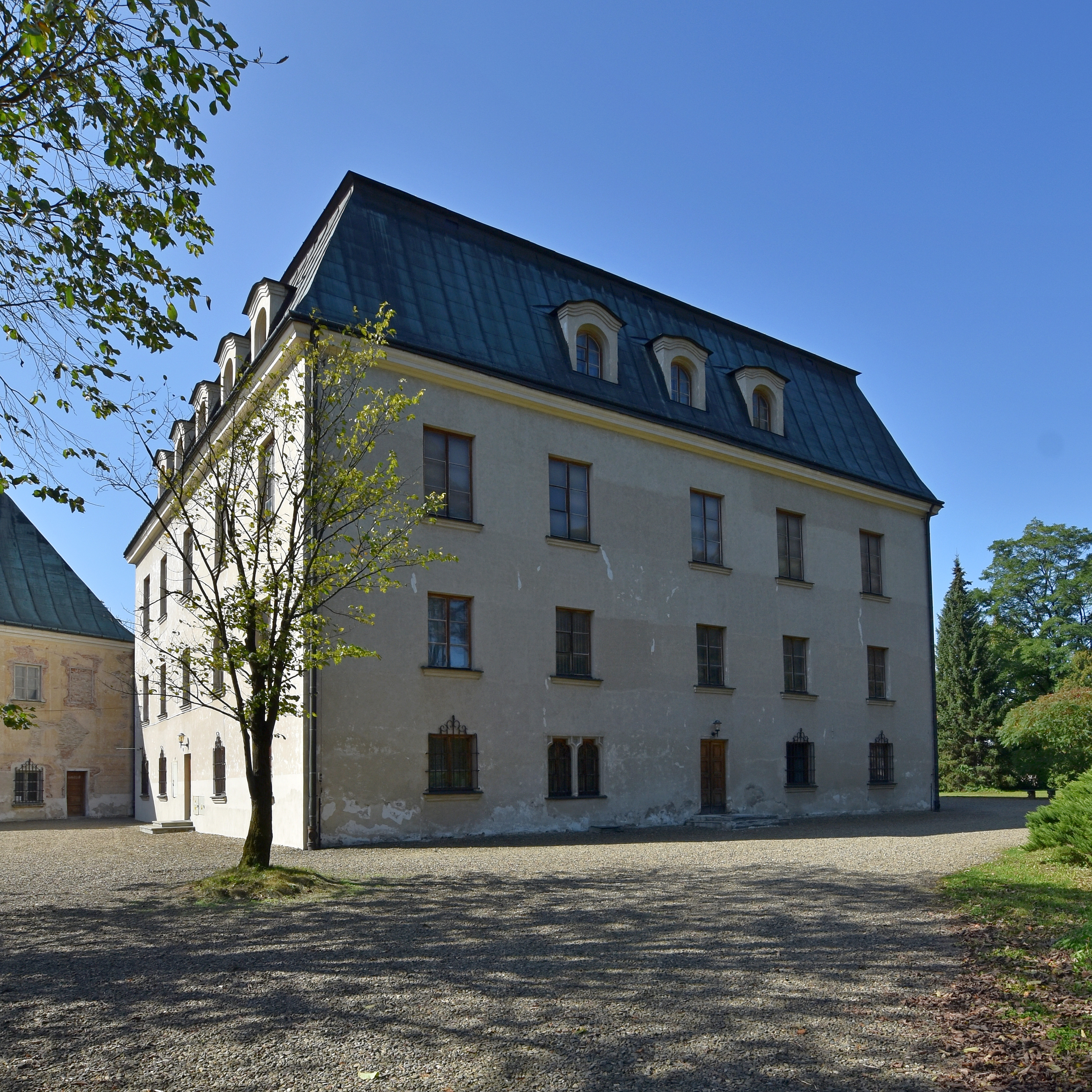
Pałac – elewacja wschodnia

W 1772 pałac zajęły wojska austriackie i urządziły w nim koszary. Dwa lata później posiadłość przeszła w ręce Potockich za sprawą małżeństwa córki właścicieli, Józefy Amalii Mniszchówny ze Szczęsnym Potockim. W 1779 właścicielem zespołu pałacowego został Józef Ossoliński, wojewoda wołyński. Po jego śmierci dobra nabył Antoni Stadnicki, po nim jego syn Franciszek, następnie odziedziczyła je córka Franciszka, Helena, żona Wojciecha Męcińskiego. Męciński zgromadził w dukielskim pałacu kolekcję malarstwa, jedną z największych w tym czasie w Galicji. W rękach jego rodziny pałac pozostawał do 1923. W 1923, za sprawą adoptowanego przez Męcińskich Stanisława Tarnowskiego (1918–2006), w rękach Tarnowskich pozostawał pałac do II wojny światowej.
W XIX w. pałac kilkakrotnie ulegał pożarom: w latach 1810, 1821 i 1848. Poważniejsze przekształcenie przeszedł w 1875, kiedy to staraniem Adama Męcińskiego zmieniono podziały wewnętrzne parteru i wystrój wszystkich elewacji.
Po działaniach I wojny światowej pałac, częściowo uszkodzony i obrabowany, stał w międzywojniu niezamieszkały. Dzieła zniszczenia dopełniła II wojna światowa. Doszczętnie ogołocony i zrujnowany pozostawał przez kilkanaście lat bez dachu i stropów. Został przejęty przez Skarb Państwa. W 1958 wyremontowano oficyny, a w latach 1962–1963 zabezpieczono mury, położono stropy i zrekonstruowano mansardowy dach pałacu. W jednej z oficyn utworzono Muzeum Braterstwa Broni. W latach 80. XX w. dokończono odbudowę pałacu i znalazło w nim siedzibę, pod nową nazwą, Muzeum Historyczne. Na początku XXI w. wykonano izolację ścian fundamentów. Na kominie oficyny południowej swoje gniazdo uwiła para bocianów, które są nazywane „pałacowymi bocianami”
W dniu 18 września 2012 zespół pałacowo-parkowy w Dukli odzyskała rodzina Tarnowskich.

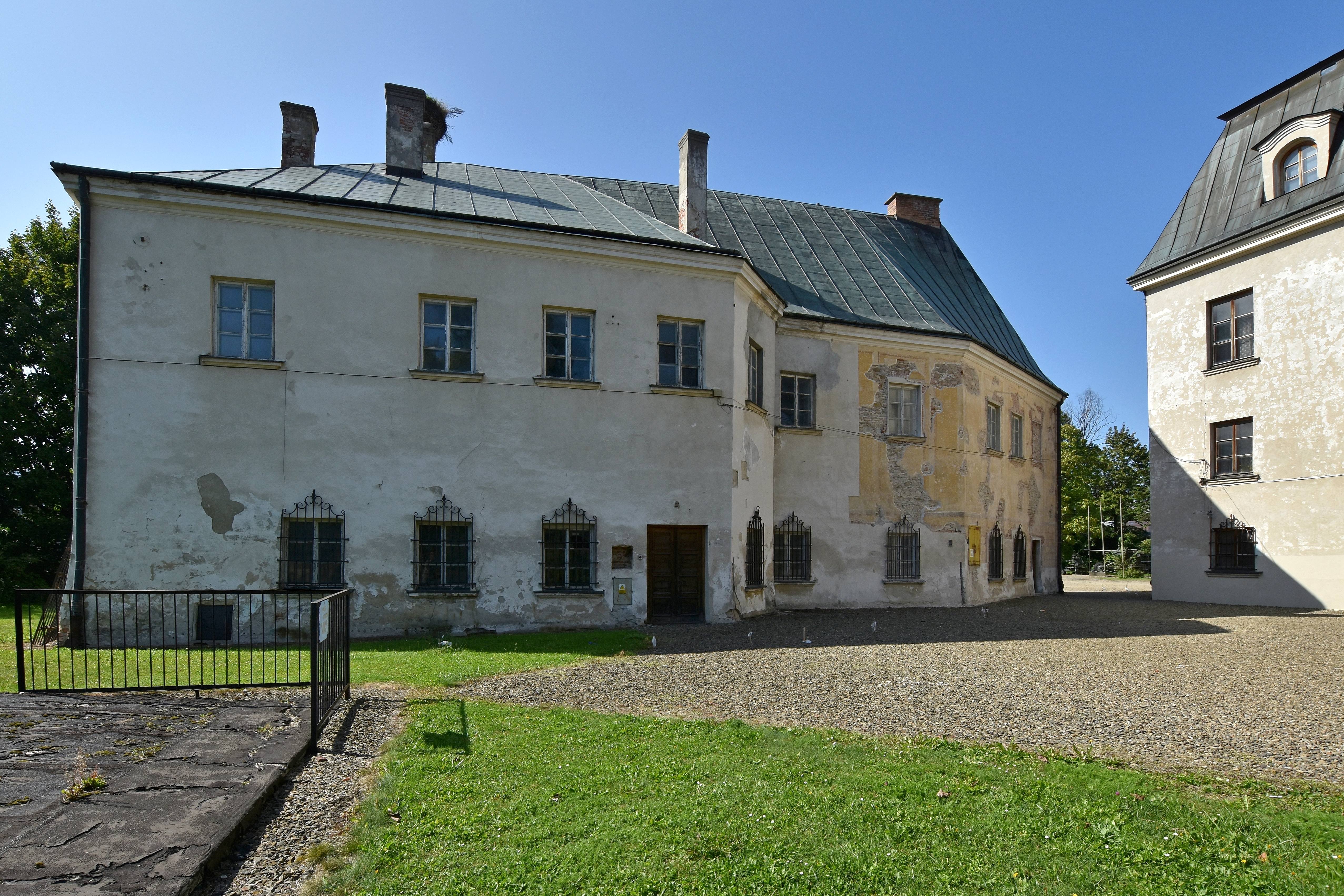
Oficyna południowa
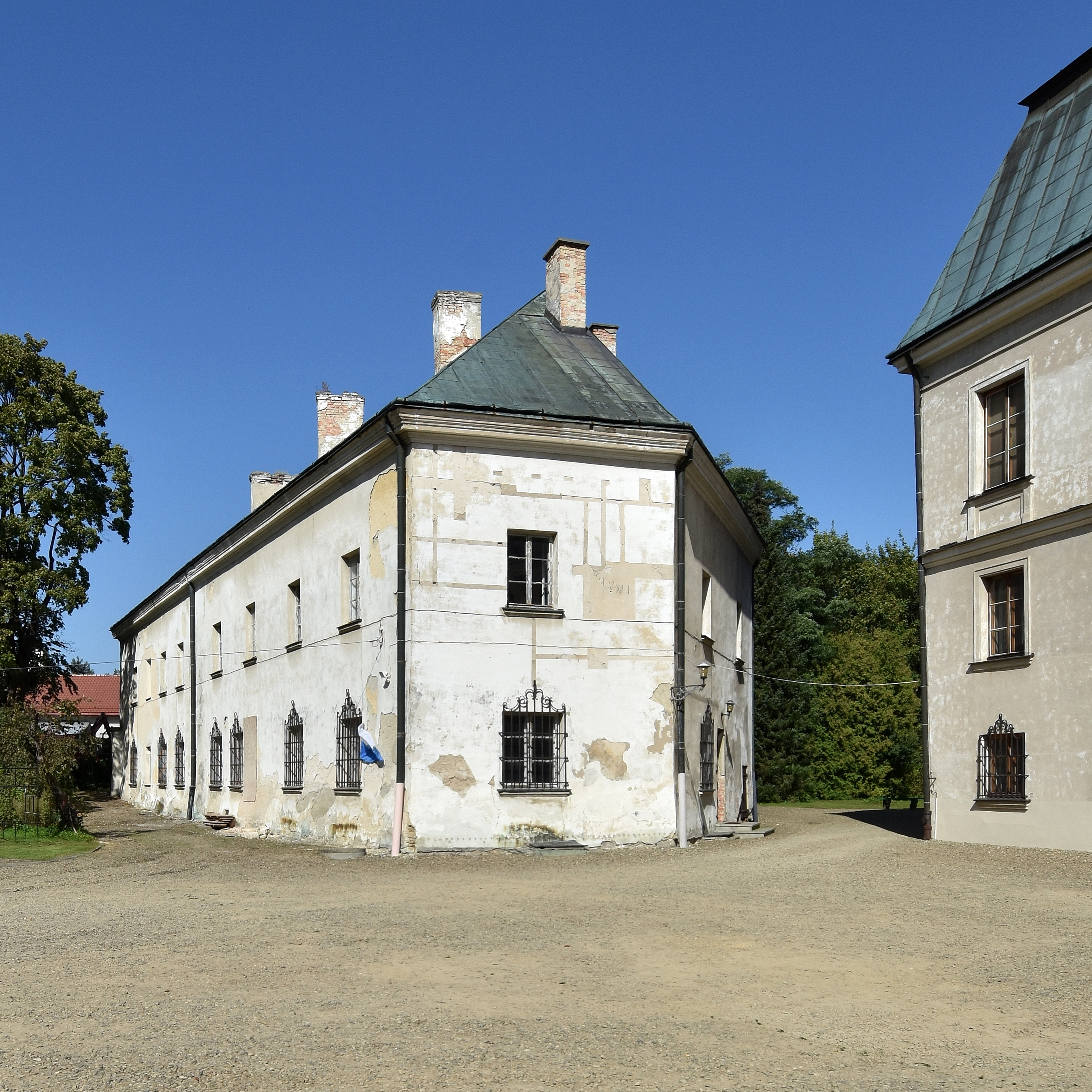
Oficyna północna
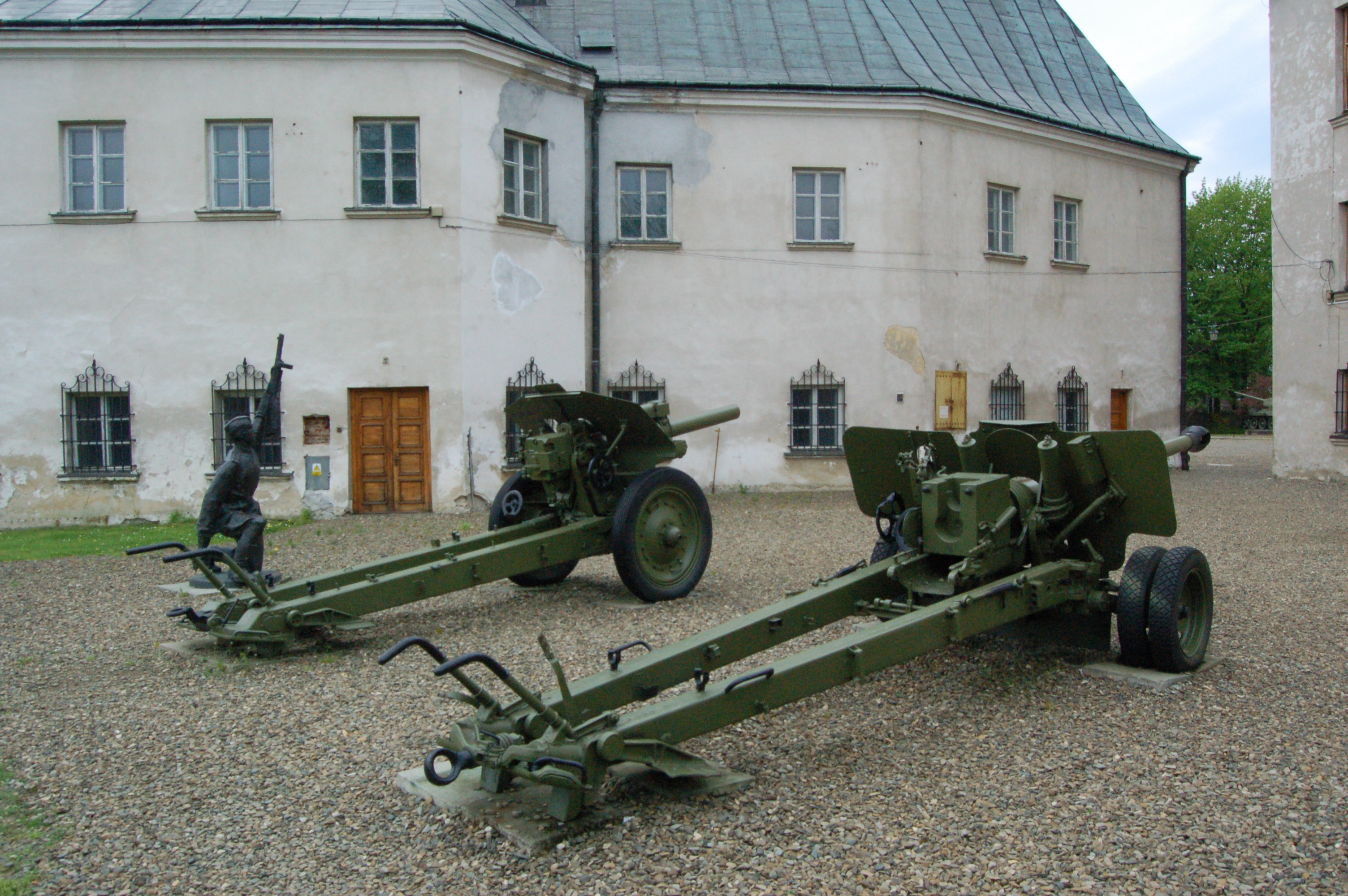
Muzealna ekspozycja stała na dziedzińcu

## Architektura
Rezydencja składa się z pałacu, oficyny południowej, oficyny północnej i parku przypałacowego ze znajdującą się w nim kaplicą i lodownią.
- Pałac – późnobarokowa kamienno-ceglana budowla na rzucie zbliżonym do kwadratu, o dwupiętrowej bryle, nakryta wysokim mansardowym dachem. Siedmioosiowa elewacja frontowa (zachodnia) rozczłonkowana płytkimi ryzalitami w skrajnych osiach oraz gzymsem międzykondygnacyjnym powyżej kondygnacji piętra. W połaci dachu rozmieszczone symetrycznie trzy lukarny z półkoliście zakończonymi oknami. Elewacja wschodnia gładka, pięcioosiowa, niesymetryczna, z analogicznymi lukarnami. Elewacje północna i południowa, bliźniacze, symetryczne, pięcioosiowe, z wejściem na osi i pięcioma lukarnami w dachu. Całość zwieńczona jest gzymsem kordonowym. Wewnątrz budynek ma trójtraktowy układ pomieszczeń[potrzebny przypis].
- Oficyna północna – usytuowana na północ od pałacu, ramuje jego elewację frontową z lewej strony, na rzucie nieregularnego pięcioboku, piętrowa, podpiwniczona, przykryta dachem wielospadowym. Wybudowana została z kamienia i cegły, dach przykryty blachą. Na elewacjach różnej szerokości okna rozmieszczone w osiach. Całość zwieńczona gzymsem kordonowym. Wewnątrz zachowane sklepienia z XVII w.[potrzebny przypis]
- Oficyna południowa – usytuowana na południe od pałacu, ramuje jego elewację frontową z prawej strony, na rzucie nieregularnego siedmioboku, zbliżonym do pięcioboku, piętrowa, podpiwniczona, przykryta dachem wielospadowym. Wybudowana z kamienia i cegły. Dach przykryty blachą. Na elewacjach różnej szerokości okna rozmieszczone w osiach. Całość zwieńczona gzymsem kordonowym. Wewnątrz zachowane sklepienia z XVII w.[potrzebny przypis]
- Kaplica – z 1925, usytuowana w środkowej części parku, w pobliżu jego granicy północnej. To obiekt na rzucie prostokąta, z ryzalitem w krótszej ścianie. Zbudowana z bloków kamiennych, na cokole, ze stromym, wielopołaciowym dachem. Elewacje urozmaicone rytmem prostych pilastrów, pomiędzy którymi, w dłuższych ścianach, umieszczono prostokątne okna. Dach zaakcentowany wieżyczką zwieńczoną baniastym hełmem z krzyżem.[potrzebny przypis]
- Lodownia – zachowała się w szczątkowej postaci w obrębie parku, wtopiona w zbocze opadające ku Jasiołce. Wybudowana na rzucie zbliżonym do kwadratu, murowana z kamienia.[potrzebny przypis]
- Park – założony około 1765, pierwotnie w stylu francuskiego ogrodu geometrycznego, przekształcony w XIX w. na park krajobrazowy, z trzema stawami przedzielonymi groblami ze szpalerami drzew, głównie lip, grabów i robinii. Zachowały się elementy architektury ogrodowej: mostek kamienny i ławy ogrodowe[3][8].

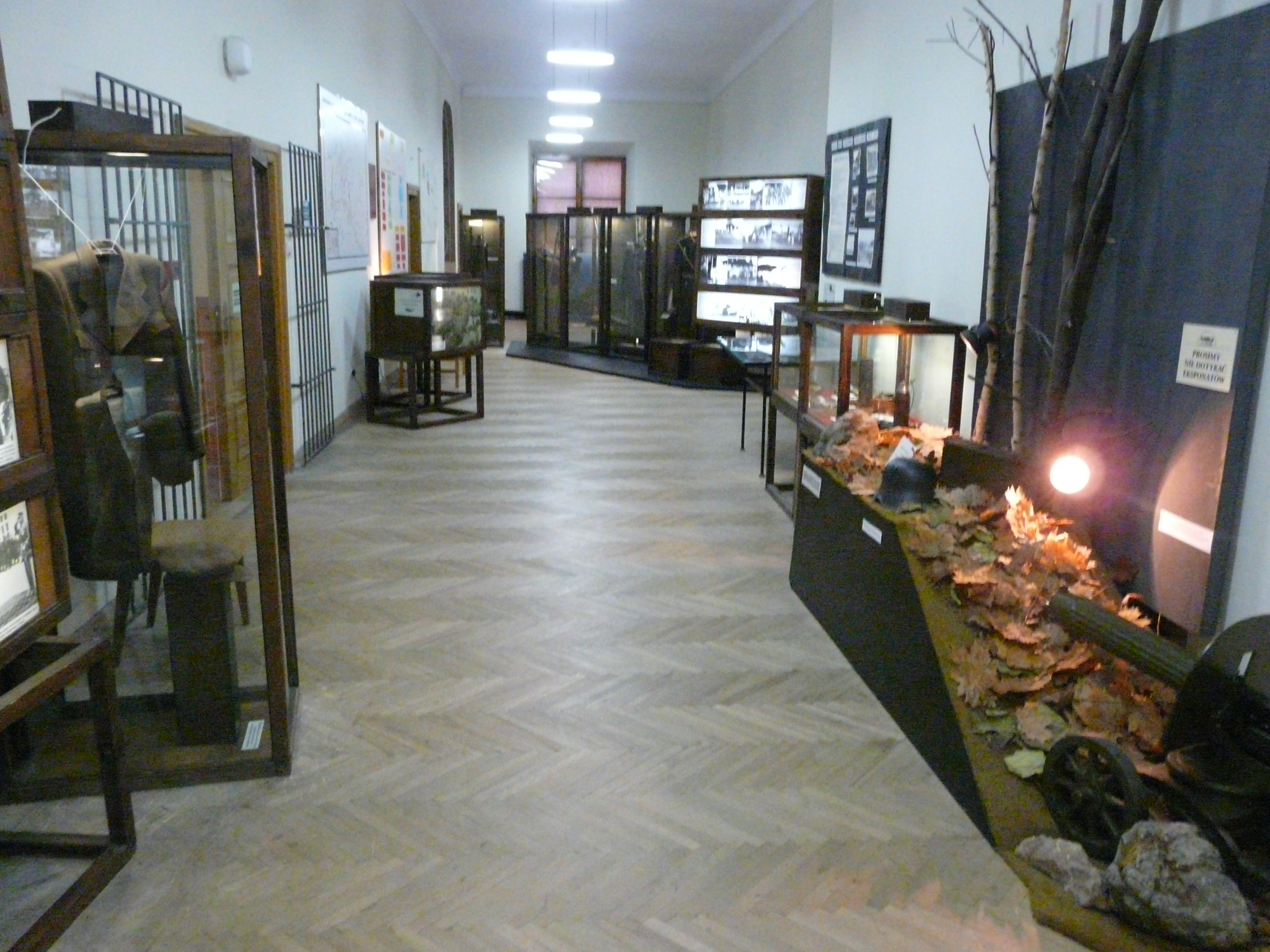
Wnętrze pałacu (muzeum)
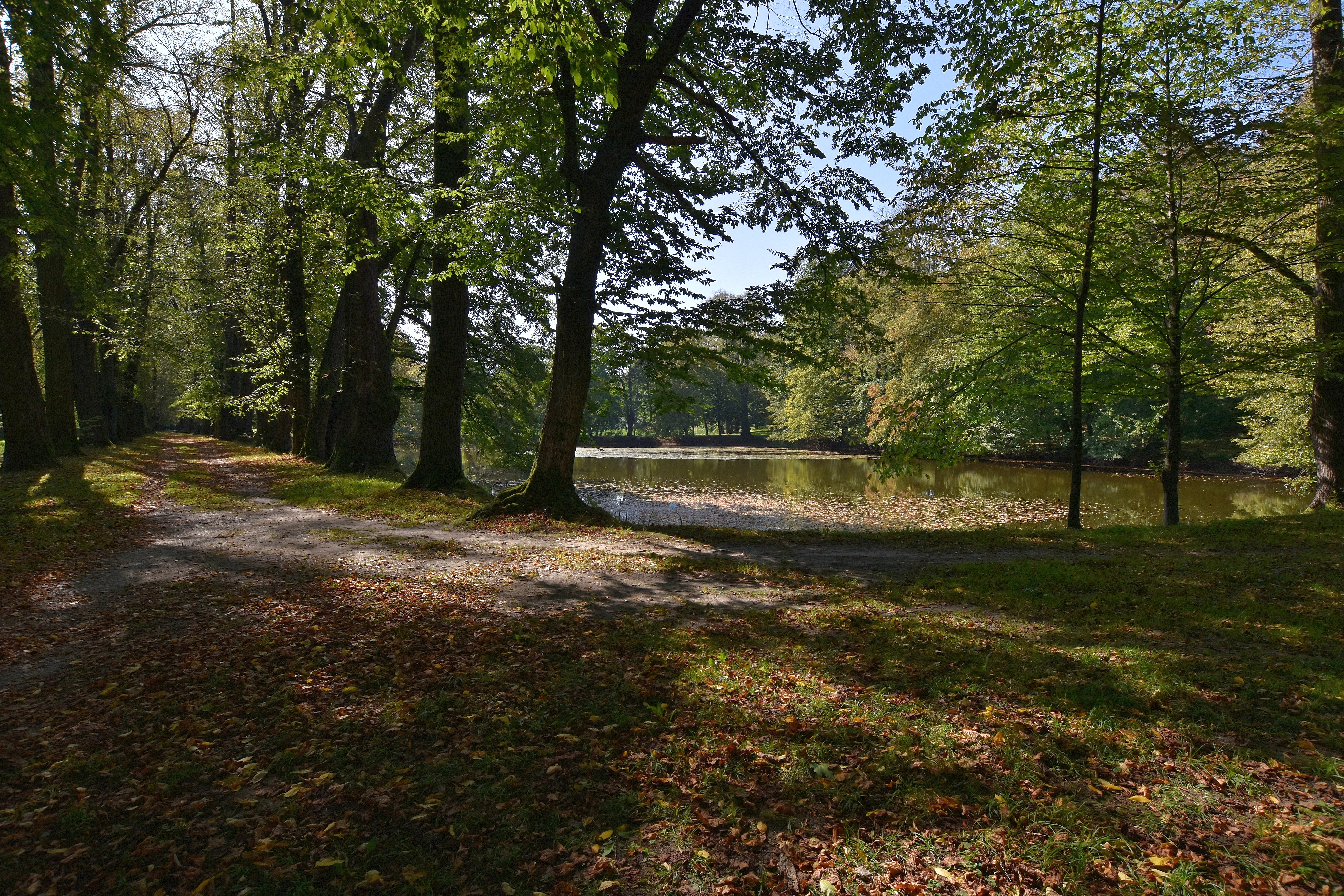
Fragment parku
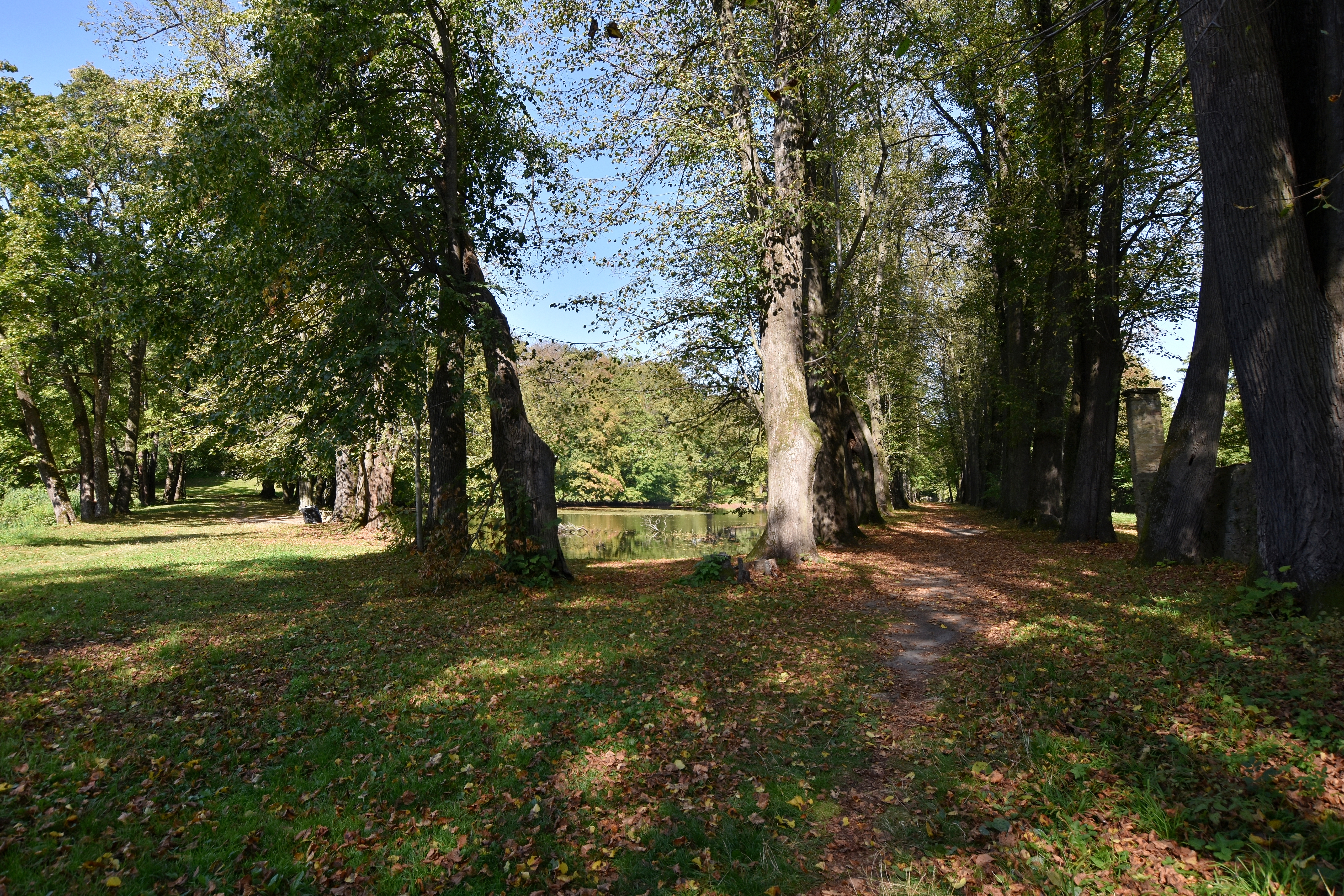
Fragment parku